# Cheumatopsyche georgulmeri
Cheumatopsyche georgulmeri är en nattsländeart som beskrevs av Wolfram Mey 1998. Cheumatopsyche georgulmeri ingår i släktet Cheumatopsyche och familjen ryssjenattsländor. Inga underarter finns listade i Catalogue of Life.